# 木食性
木食性 (Xylophagy) 用來指稱主要食物為木材的動物。該詞 ξυλοφάγος (xulophagos ) 「吃木材」是希臘文，由 ξύλον (xulon) 「木材」和 φαγεῖν (phagein) 「吃」組成。ξυλοφάγος (xulophagos ) 為古希臘文，是一種食蟲鳥類的名稱。取食腐木的動物則稱作「腐木食性 (sapro-xylophagous 或 saproxylic)」。

## 食木昆蟲

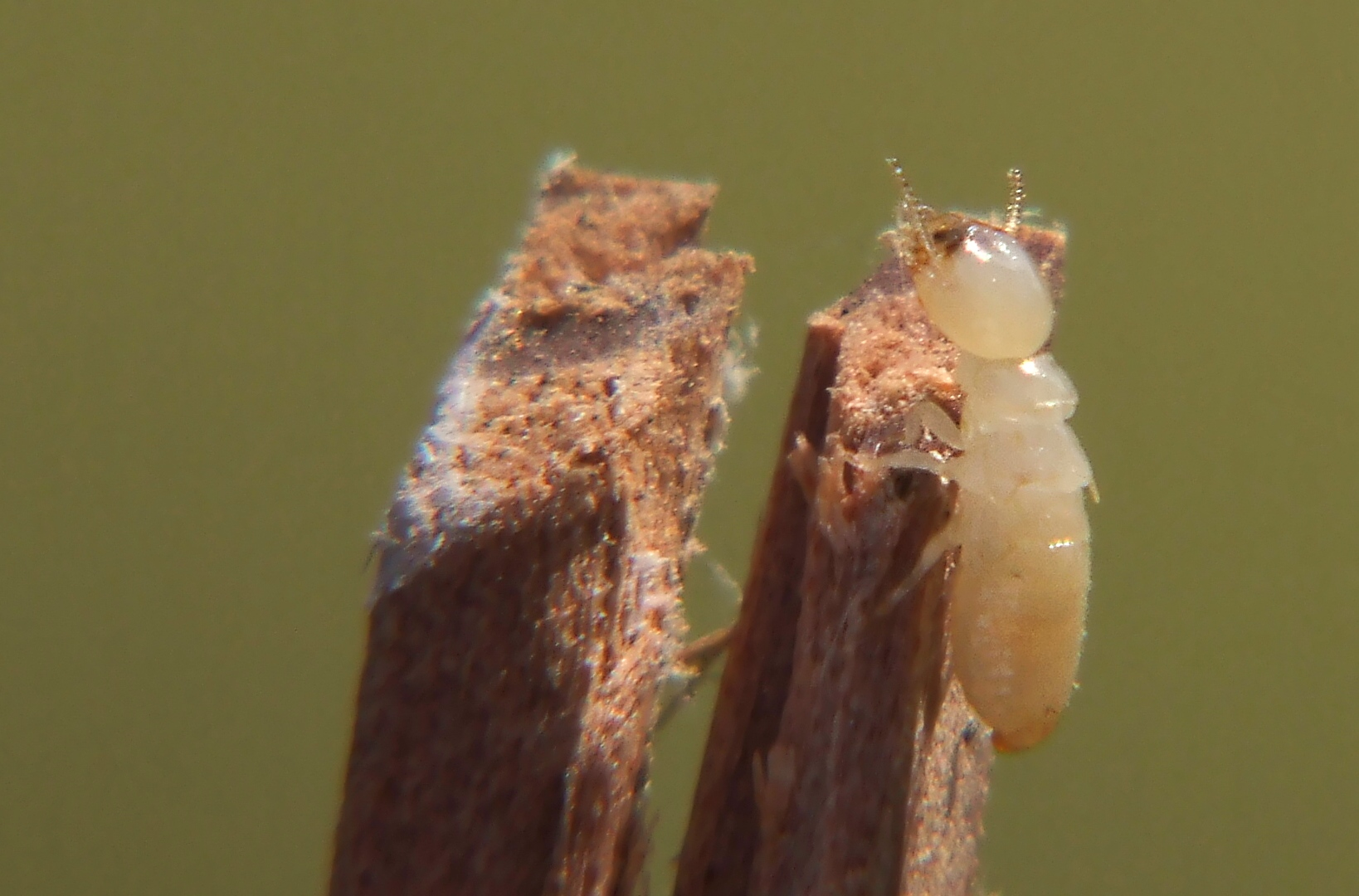
白蟻工蟻。

很多節肢動物都有食木行為，其中大部分是昆蟲，很多不同目的昆蟲都有食木行為。特化的食木昆蟲很常見，有些物種會專食特定類群的植物，有些則專食特定狀態的木材（如腐爛程度、堅硬與否、活木或死木、心材邊材或樹皮）。
很多食木昆蟲體內有共生原生動物或細菌，它們會協助昆蟲分解纖維素，而有些昆蟲則依靠自身的纖維素分解酶（如白蟻科）。而有些昆蟲，特別是那些取食腐木的昆蟲，則從分解木材的真菌上獲取養分，這些昆蟲可能會用特化的構造攜帶真菌孢子（此構造稱作儲菌器 mycangia），然後在產卵時將真菌散播到木材中。

## 木食性動物

### 无脊椎动物
- 小蠹蟲
- 蠹蛾科
- Dioryctria sylvestrella ，螟蛾科的一個物種
- 蛀船海蟲 (Gribble worms)
- 樹蜂科
- 透翅蛾科
- 蛀船蛤科
- 白蟻

### 脊椎动物
- 河狸
- 巴拉圭鲶属